# Ruta 100 (Costa Rica)
La Ruta 100, oficialmente Ruta Nacional Secundaria 100, es una ruta nacional de Costa Rica ubicada en la provincia de San José.

## Descripción
En la provincia de San José, la ruta atraviesa el cantón de San José (el distrito de La Uruca), el cantón de Goicoechea (el distrito de Calle Blancos), el cantón de Tibás (el distrito de Cinco Esquinas).